# Starfish Prime

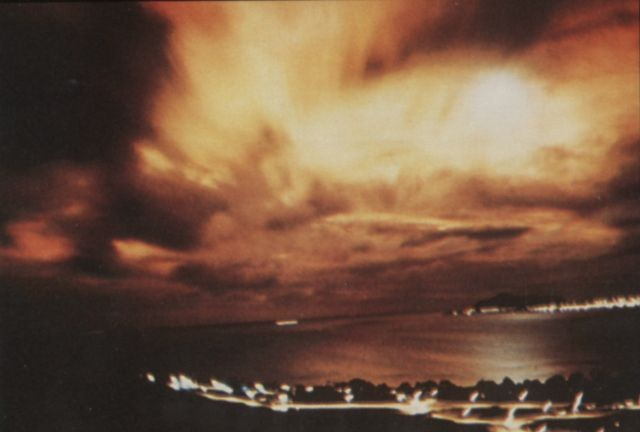
A robbanás egy hét percig tartó mesterséges "sarki fényt" hozott létre

A Starfish Prime az Egyesült Államok egyik magaslégköri nukleáris tesztje volt, amelyben egy W49 termonukleáris robbanófejet és egy Mk.2 visszatérő egységet szállító Thor rakétát lőttek fel 1962. július kilencedikén. A robbanás 400 kilométer magasan történt a csendes-óceáni Johnston-szigettől 31 kilométerre délkeleti irányban fekvő pont fölött. A robbanás hatóereje 1,4 megatonna volt. Ez a teszt egyike volt azon öt kísérleti nukleáris robbantásnak, melyeket az Egyesült Államok a világűrben vagy annak peremén hajtott végre.

## A Fishbowl hadművelet
A Starfish Prime teszt egyike volt azon öt magaslégköri nukleáris teszteknek, amelyeket a Fishbowl hadművelet foglalt magába. Ez a tesztsorozat része volt a nagyobb, Dominic hadműveletnek (1962), amely válasz volt a szovjetek 1961 augusztusában tett bejelentésére, miszerint véget vetnek a nukleáris tesztek hároméves moratóriumának.
1958-ban az Egyesült Államok hat magaslégköri nukleáris tesztet hajtott végre, azonban ezek számos váratlan eredményt produkáltak és új kérdéseket vetettek fel. A Starfish Prime időrendben eredetileg a második teszt lett volna a Fishbowl sorozatban, azonban az elsőnek fellőtt rakétát (Bluegill) a radar követő rendszere elvesztette, ezért repülés közben megsemmisítették.
Az eredeti Starfish Prime fellövési kísérlet június 20-án meghiúsult a Thor rakéta hibája miatt. A kilövés után 59 másodpercig a rakéta jól működött, ezután leállt a rakétahajtómű és elkezdett darabjaira hullani. Ekkor elrendelték a rakéta és a robbanófej megsemmisítését. Körülbelül 10 kilométer magasan lehetett, amikor ezt véghezvitték. A szerkezet néhány darabja radioaktív hulladék kíséretében a Johnston-szigetre és a környező óceánba hullott..

## A robbantás

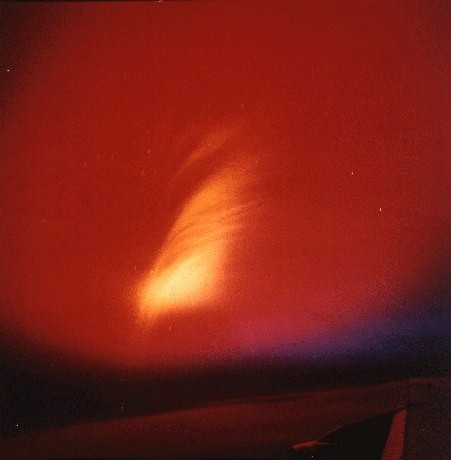
Egy repülőgép fedélzetéről készített felvétel a fénylő égboltról

Július 9-én a robbanófejet sikeresen feljuttatták 400 kilométer magasságba, ahol felrobbantották. A robbanás tényleges hatóereje gyakorlatilag megfelelt a tervezettnek (1,4 és 1,45 megatonna között).
A Thor rakéta 1100 kilométeres maximális magasságot ért el, a robbanófejet a lefelé ívelő pályán hozták működésbe, amikor az a tervezett 400 kilométeres magasságig süllyedt. A robbanás a Johnston-szigetről történő kilövést követően 13 perc és 41 másodperc múlva következett be.
A robbanás olyan mértékű elektromágneses impulzust generált, ami jóval meghaladta a várt értékeket, de még a mérőműszerek mérési tartományait is. Ez az erős elektromágneses hatás a robbanás helyszínétől 1445 kilométerre fekvő Hawaii szigeteken mintegy 300 utcai lámpát tett tönkre, riasztóberendezéseket kapcsolt be és telefontársaságok mikrohullámú hálózatait károsította.
A Johnston-szigetről összesen 27 kisebb rakétát lőttek fel, hogy ezekkel a robbanásról kísérleti adatokat gyűjtsenek. Ezen kívül számos, rakéták által szállított mérőműszert juttattak a magasba a Hawaii szigetekről is.
Nagyszámú amerikai hadihajó és repülőgép is részt vett a tesztben a Johnston-sziget környékén és a környező észak-csendes-óceáni térségben. A Déli-Csendes-óceán régiójában, a Szamoa-szigetekhez közel is elhelyeztek néhány hajót és repülőgépet. Ez utóbbi helyszín a Föld mágneses mezejének déli erővonalai közelében található.
A robbanást követően fények voltak láthatók az égen úgy a robbanás helyén, akárcsak az Egyenlítőtől délre a déli mágneses csomópont közelében is.

## Utóhatások
Míg egyes nagy energiájú béta-részecskék a Föld mágneses mezejét követve megvilágították az eget, mások csapdába estek és sugárzási övezeteket alakítottak ki a Föld körül. Ezek a mesterséges sugárzási övek az alacsony pályákon keringő műholdak egyharmadának meghibásodását idézték elő, elsősorban a napelemeik és elektronikájuk károsítása által. A robbanást követő néhány hónapon belül 7 műhold romlott el, köztük az első kereskedelmi kommunikációs műhold, a Telstar. A robbantás által keltett sugárzás eloszlását a Telstar, TRAAC, Injun és Ariel 1 műholdak detektorai segítségével határozták meg.
Egy 1963-as tanulmány szerint a Starfish Prime teszt MeV energiájú elektronokból álló sugárzási övet hozott létre.

## Fordítás
Ez a szócikk részben vagy egészben  a   Starfish Prime című angol Wikipédia-szócikk ezen változatának fordításán alapul.  Az eredeti cikk szerkesztőit annak laptörténete sorolja fel. Ez a jelzés csupán a megfogalmazás eredetét és a szerzői jogokat jelzi, nem szolgál a cikkben szereplő információk forrásmegjelöléseként.